# Philenora mediopuncta
Philenora mediopuncta là một loài bướm đêm thuộc phân họ Arctiinae, họ Erebidae.